# Memoriais a Lutero em Eisleben e Wittenberg
Os Memoriais a Lutero em Eisleben e Wittenberg são um conjunto de memoriais a Lutero nas cidades de Eisleben e Wittenberg, Alemanha. É constituído pelos seguintes monumentos:
- Lugar do nascimento de Lutero, Eisleben
- Casa em que Lutero morreu, Eisleben
- Hall de Lutero, Wittenburg
- Casa de Melanchthon, Wittenburg
- Igreja da Cidade, Wittenburg
- Igreja do Castelo, Wittenburg